# Pałac Straszewskich w Krakowie
Pałac Straszewskich – zabytkowy budynek znajdujący się w Krakowie, w dzielnicy I Stare Miasto przy ul. F. Straszewskiego 1, na Plantach.
Jest to neorenesansowa willa. Zaprojektowana przez Tadeusza Stryjeńskiego. Wybudowana w latach 1886–1888. Od wschodu sąsiaduje z willą Mały Wawel.
Pałacyk był własnością filozofa, historyka filozofii i podróżnika, profesora Uniwersytetu Jagiellońskiego, Maurycego Straszewskiego (1848–1921).

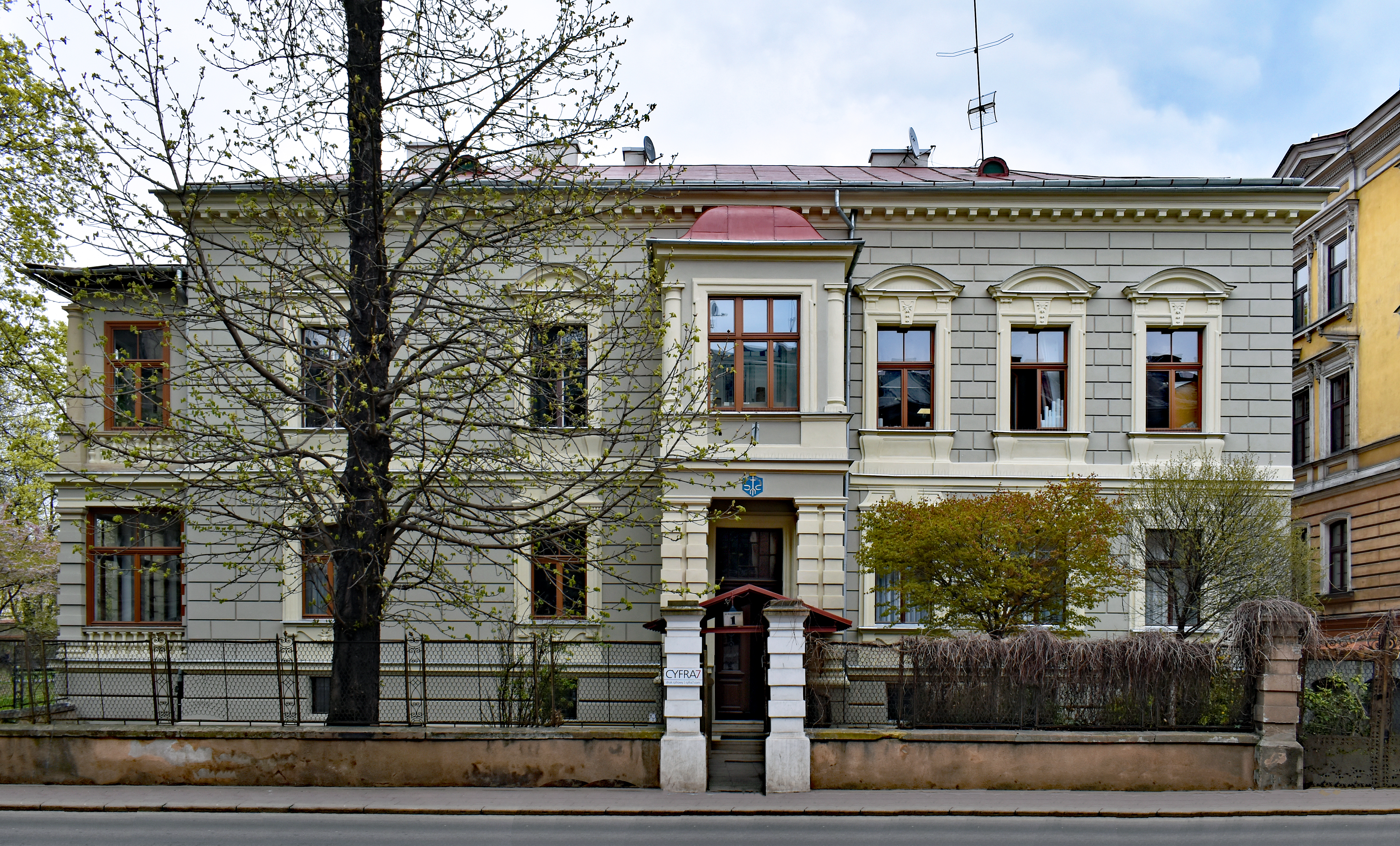
Fasada frontowa.
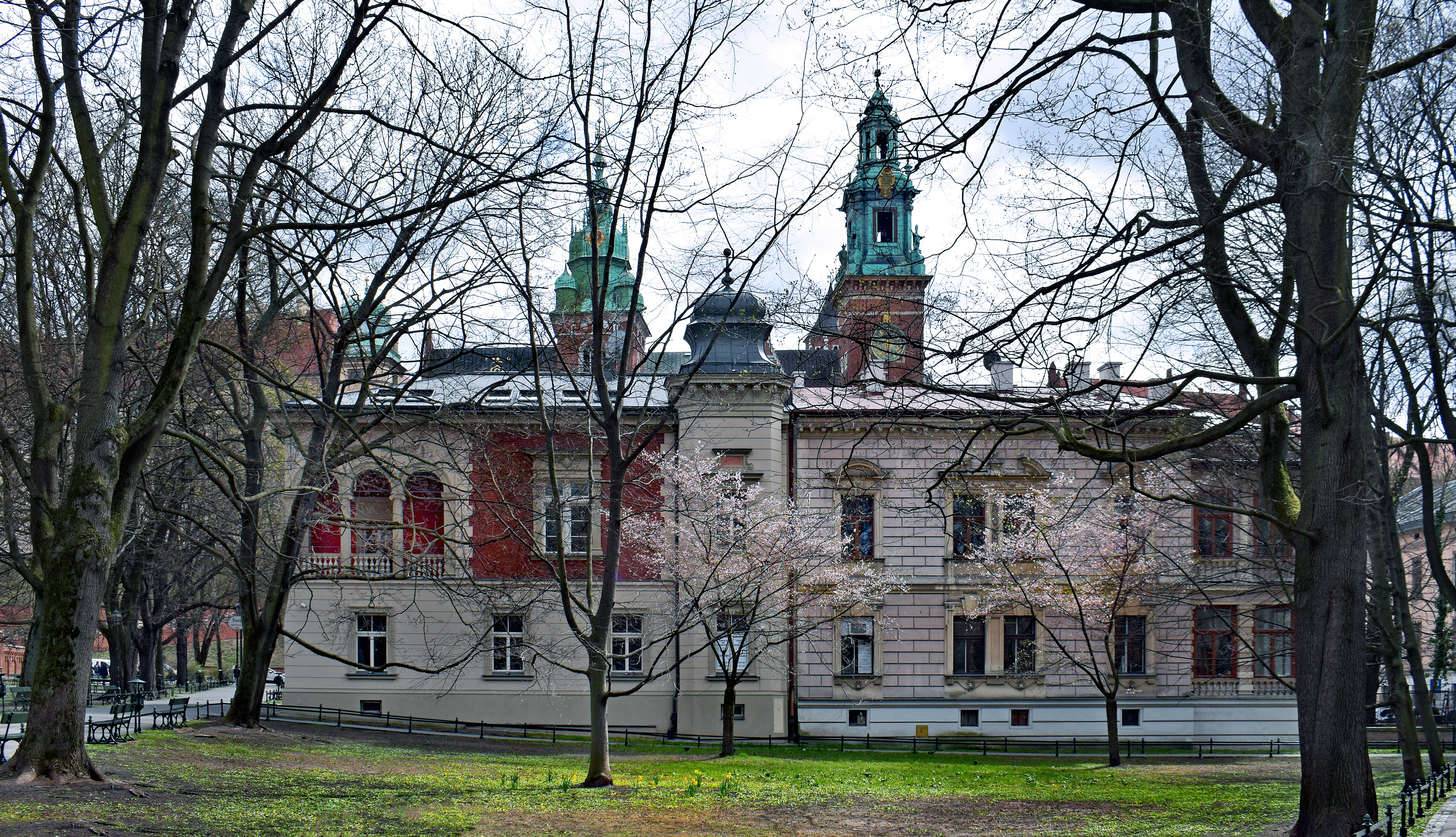
Pałac widziany z Plant, po lewej willa Mały Wawel